# 桂冠电力
广西桂冠电力股份有限公司（证券简称：桂冠电力，上交所：600236）是一间主营水力发电的上市公司。
公司创立于1992年9月，是全国第一家以股份制形式筹集资金进行大中型水电站建设的企业，2000年3月23日在上海证券交易所A股上市。目前拥有广西岩滩、平班、大化、百龙滩、乐滩以及四川天龙湖、金龙潭、仙女堡、沿渡河共9座水电站，合山火电厂和山东烟台2个风电场，其中水电、火电、风电装机容量分别为：352.7、133、13.85万千瓦。